# Гасанова, Меллайим Мехти кызы
Меллайим Мехти кызы Гасанова (азерб. Mülayim Mehdi qızı Həsənova; род. 1927, Агдам) — советский азербайджанский виноградарь, Герой Социалистического Труда (1955).

## Биография
Родилась в 1927 году в городе Агдам Шушинского уезда Азербайджанской ССР (ныне Агдамский район Азербайджана).
С 1947 года рабочая, звеньевая совхоза имени Натаван Агдамского района, бригадир, секретарь парткома колхоза имени Ази Асланова Ждановского района. В 1953 году получила урожай винограда 268,2 центнеров с гектара на площади 8,6 гектаров поливных виноградников.
С 1982 года пенсионер союзного значения, с 2002 года президентский пенсионер.
Указом Президиума Верховного Совета СССР от 16 мая 1955 года за получение высоких урожаев винограда в 1953 году на поливных виноградниках Гасановой Меллайим Мехти кызы присвоено звание Героя Социалистического Труда с вручением ордена Ленина и золотой медали «Серп и Молот».
Активно участвовала в общественной жизни Азербайджана. Член КПСС с 1957 года.
В 2002 году удостоена Персональной стипендии Президента Азербайджанской Республики.